# Vodní nádrž Babí
Vodní nádrž Babí je hypotetická přehradní nádrž v Krkonoších, jejíž lokalita patří mezi území chráněná pro akumulaci povrchových vod. Přehradila by Babí potok (na mapy.cz označován také jako Babský) mezi Babím a Kalnou Vodou, čímž by došlo k zatopení silnice II/300. Kromě Babího potoka by ji napájely také dva přítoky, Březový a Soví potok. Hlavní funkcí této přehrady by bylo zadržovat vody jako rezervu zejména pro vodárenský odběr Temný důl na Úpě. V roce 2008 stálo na území, které by přehrada zatopila, 22 obytných budov, 3 rekreační budovy a další 2 stavení. Navíc je na území evidována jedna kulturní památka.
Z hlediska ochrany přírody se jako problém může jevit zásah vodní nádrže do PO Krkonoše, EVL Krkonoše a také do ochranného pásma KRNAPu. Kromě toho se zde vyskytuje kriticky ohrožená mihule potoční a silně ohrožení čáp černý, včelojed lesní, chřástal polní, sýc rousný, datel černý a lejsek malý. Dalším problém pro nádrž může být výskyt sesuvných území.